# Zygostates riefenstahliae
Zygostates riefenstahliae är en orkidéart som beskrevs av Roberto Vásquez och I.G.Vargas. Zygostates riefenstahliae ingår i släktet Zygostates och familjen orkidéer.
Artens utbredningsområde är Bolivia. Inga underarter finns listade i Catalogue of Life.